# Theodor Gottlieb von Hippel Młodszy
Theodor Gottlieb Hippel od 1790 roku von Hippel (ur. 13 grudnia 1775 w Gierdawach, zm. 10 czerwca 1843 w Bydgoszczy) – pruski polityk, wolnomularz, prezydent rejencji w Kwidzynie i Opolu, właściwy autor odezwy Fryderyka Wilhelma III An Mein Volk (1813); członek grupy pruskich, postępowych reformatorów i promotor wielu liberalnych idei politycznych, w tym dwujęzycznej edukacji na Śląsku.

## Życiorys
Hippel urodził się 13 grudnia 1775 roku jako syn pastora Gottharda Friedricha Hippel i Henriette Stogler. Po śmierci matki został wysłany do szkoły w Królewcu, gdzie zamieszkał pod opieką wuja Theodora Gottlieba von Hippela. W 1790 roku rodzina została nobilitowana. Po szkole Hippel studiował prawo na Uniwersytecie Albertyna w Królewcu.
Po ukończeniu studiów, w 1795 r. przeniósł się do Kwidzyna, znajdując zatrudnienie jako auskultator w rejencji Kwidzyńskiej, wówczas organie administracji sądowej. W toku praktyki zawodowej w 1797 r. złożył egzamin i uzyskał stopień referendariusza. Przeniósł się wtedy do kwidzyńskiej Kamery Wojny i Domen, gdzie zatrudniony został jako radca sądowy. Ostatecznie w 1804 roku opuścił służbę w administracji państwowej, by zająć się zarządzaniem dobrami Groß Leistenau (Lisnowo)odziedziczonymi po śmierci stryja w 1796 roku. Dobra te jednak znacznie zniszczyły pochody wojska w czasie wojennych kampanii Napoleona i w 1835 roku zmuszony był je sprzedać.
Od 1798 Hippel zasiadał w parlamencie Prus Wschodnich jako przedstawiciel szlachty rycerskiej. W 1810 roku rozpoczął pracę dla premiera Prus Karla Augusta von Hardenberga. W 1811 r. został mianowany sekretarzem w Ministerstwie Stanu. Swoje życie zawodowe poświęcił wówczas pracy nad realizacją reformy administracji państwowej w Prusach. W 1813 roku zredagował odezwę królewską An Mein Volk, wzywającą do walki przeciw Napoleonowi. Przygotowany przez Hippela tekst odezwy zyskał uznanie i cieszył się opinią świetnie opracowanego aktu propagandowego.
W 1814 roku zrezygnował z posady w stolicy i wyjechał do Kwidzyna, gdzie został wiceprezydentem, a następnie prezydentem rejencji kwidzyńskiej. Pełniąc to stanowisko poświęcił się realizacji reform administracyjnych na podległym sobie obszarze. W 1823 roku mimo sprzeciwów nadprezydenta Prowincji Prusy Wschodnie v. Schöna, przeniesiony został na stanowisko prezydenta rejencji opolskiej.
Ostatecznie w 1837 opuścił służbę w administracji państwowej i osiadł w Bydgoszczy. Poświęcił się pracy pisarskiej uczestnicząc w życiu kulturalnym miasta. Był stałym bywalcem salonu towarzyskiego prowadzonego przez rodzinę Rouquettów z udziałem wszystkich znamienitych obywateli miasta.
Zmarł w Bydgoszczy 10 czerwca 1843 roku. Pochowany został na cmentarzu ewangelickim przy ul. Jagiellońskiej.

## Rodzina
Theodor von Hippel od 1798 r. żonaty był z Johanną von Rosenberg-Gruszczyński, córką Franciszka von Rosenberg-Gruszczyńskiego – polskiego generała i hrabianki Karoliny Zofii Albertyny von Rittberg. Miał czterech synów i pięć córek, z których Johanna była żoną Johanna Eduarda von Schleinitza, prezydenta rejencji w Bydgoszczy w latach 1842–1848, a w latach 1848–1864 nadprezydenta Prowincji Śląsk, a Friederike żoną pisarza Friedricha von Heydena.

## Pomnik
W 1897 Towarzystwo Historyczne Obwodu Nadnoteckiego w Bydgoszczy wystąpiło z inicjatywą budowy ozdobnego pomnika nagrobnego dla Hippela. Pomnik odsłonięto w 1900 r. Uległ on zniszczeniu w trakcie dewastacji cmentarza wkrótce po zakończeniu II wojny światowej, zlikwidowanego ostatecznie w 1951 r. (dziś Park Ludowy im. Wincentego Witosa). Z reszty pieniędzy pozostałej po pokryciu kosztów budowy nagrobka utworzono fundację jego imienia. Ze środków fundacji finansowano zakup książek dla ubogich uczniów szkół powszechnych. Podział pieniędzy odbywał się corocznie w dniu 17 marca dla upamiętnienia wydania odezwy „An Mein Volk”.

## Ulica
W XIX wieku jego imieniem nazwano jedną z ulic Bydgoszczy. Wybudowana przy tej ulicy w 1902 r. szkoła ludowa nosiła miano „Hippelschule”. Po 1920 r. nazwę ulicy zmieniono na ks. A. Kordeckiego, a szkoły na Świętej Trójcy.